# Interessenverband des Video- und Medienfachhandels in Deutschland
Der Interessenverband des Video- und Medienfachhandels in Deutschland e. V. (IVD) war ein Berufsverband, der die Interessen der Video- und Medienfachgeschäfte vertrat.

## Geschichte
Videos waren als neues Medium vor 1985 vom deutschen Jugendschutzgesetz noch nicht explizit betroffen. Einzelne Politiker verlangten eine Verschärfung des Jugendschutzes bis hin zum generellen Verleih-Verbot nicht-jugendfreier Filme. Als Reaktion auf diese Maximalforderung formierte sich 1983 die Arbeitsgruppe rheinischer Videothekare, bestehend aus Videothekaren aus Düsseldorf, Essen, Neuss, Bonn, Wuppertal, Duisburg, Mönchengladbach und Jülich. Sie forderten:
Wir sind für die Einhaltung des Jugendschutzes – aber wir sind gegen Übergriffe und Beamtenwillkür. Wir sind gegen einseitige Medienberichterstattung. Sie sammelten unten ihren Kunden 25.000 Unterschriften gegen die von ihnen befürchtete Gesetzesinitiative, zu der es nicht kam.
Aus diesem Erfolg heraus gründeten die Mitglieder der Arbeitsgruppe rheinischer Videothekare 1983 in Düsseldorf einen Verein mit Namen Interessengemeinschaft der Videothekare mit Sitz in Düsseldorf. Durch das Gesetzes über die Verbreitung jugendgefährdender Schriften und Medieninhalte (GjSM), zuletzt bekanntgemacht am 12. Juli 1985 (BGBl. I S. 1502) wurde der Geltungsbereich des Jugendschutzes 1985 auf Videos ausgeweitet. Diese Verschärfung interpretierte der IVD als Sieg, da er nicht die politische Maximalfoderung des generellen Verbots beinhaltete.
Erst 1992 benannte sich der Verein in Interessenverband des Video- und Medienfachhandels in Deutschland e. V. (IVD).
Schwerpunkte seiner Arbeit waren der Service für seine Mitglieder, die externe Interessenvertretung in Form von Lobbyarbeit sowie die Öffentlichkeitsarbeit.
Der IVD löste sich 2024 auf. Dies geschah in Folge des raschen Niedergangs der Videotheken in Deutschland im 21. Jahrhundert. Von den in den 1990er Jahren noch über 9000 Videotheken blieb Anfang 2025 noch eine geschätzt zweistellige Zahl übrig.
Organe des Vereins waren die Mitgliederversammlung, der Aufsichtsrat und der Vorstand.

## Anzahl Videotheken in Deutschland
Der IVD erfasste bis zu seiner Auflösung im Jahr 2024 alle zwei Jahre die Anzahl der in Deutschland betriebenen Videotheken. 1991 gab es über 9.000 Videotheken, 2018 waren es noch 440, und bei der letzten Erhebung im Jahr 2022 nur noch 49. Neuere Daten liegen nicht vor.

## Mitgliederzahl
Am 12. Januar 1984 wurde der 1. Landesverband (NRW) des IVD gegründet, am 27. Februar der Landesverband Berlin, am 23. März der Landesverband Bayern und am 16. April der Landesverband Baden-Württemberg.
| Jahr | Mitglieder |
| ---- | ---------- |
| 1983 | 7          |
| 1984 | 224        |
| 1985 | 492        |
| 1986 | 1.006      |
| 1987 | 1.250      |
| 1988 | 1.378      |
| 1989 | 1.250      |
| 1990 | 1.411      |